# Acacia granitica
Acacia granitica är en ärtväxtart som beskrevs av Joseph Henry Maiden. Acacia granitica ingår i släktet akacior, och familjen ärtväxter. Inga underarter finns listade i Catalogue of Life.